# 道格拉斯縣 (伊利諾伊州)
道格拉斯縣（英語：Douglas County）是美国伊利诺伊州中部偏東的一個縣，面積1,081平方公里。根據2020年美國人口普查，共有人口19,740人。縣治土斯科拉（Tuscola）。該縣成立於1859年，以紀念第十六任美国总统亚伯拉罕·林肯在1860年的競選對手之一、民主黨聯邦參議員的史蒂芬·阿諾·道格拉斯。